# الفرز البسيط والعلاج السريع

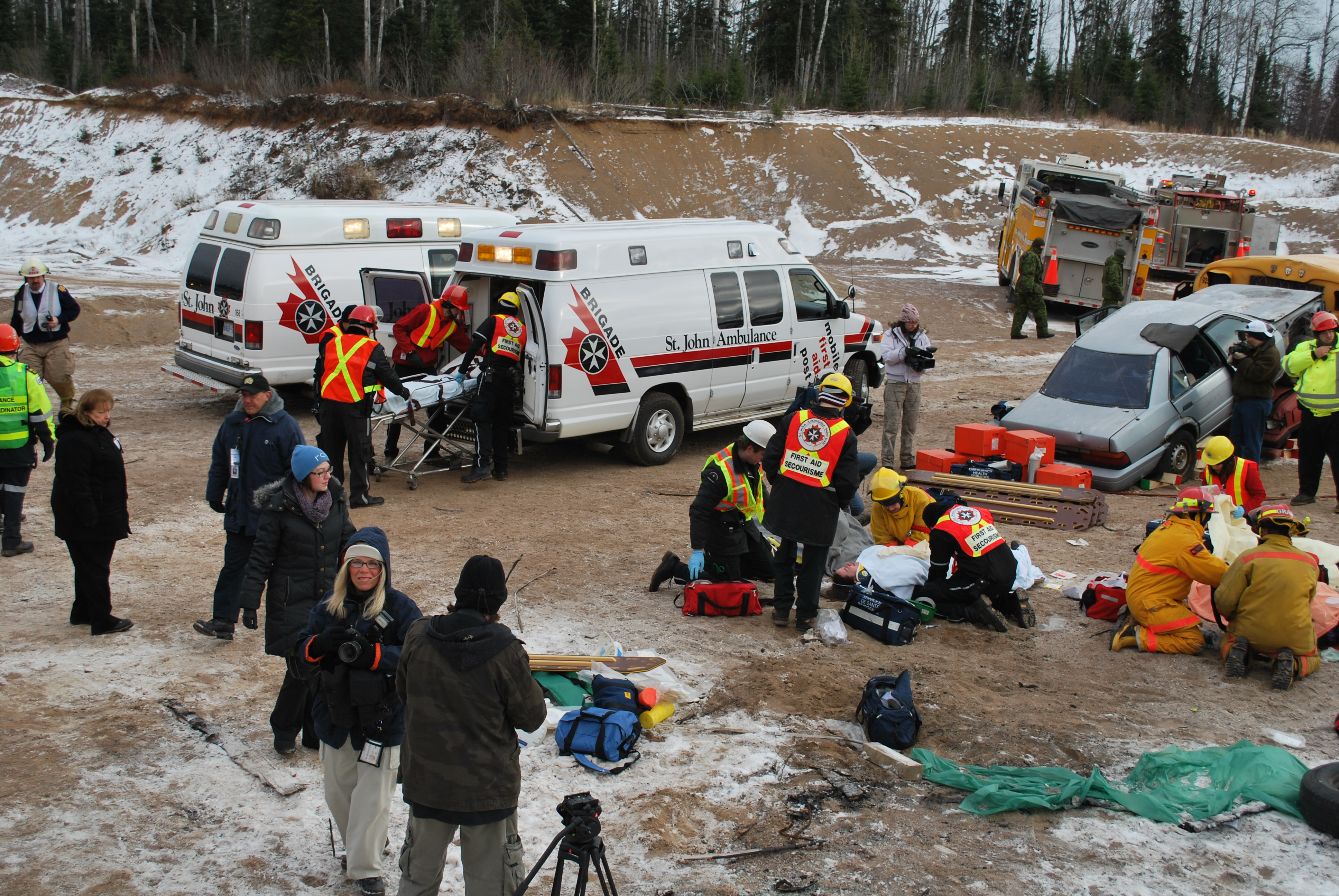

الفرز البسيط والعلاج السريع (start) هي الطريقة التي يستخدمها المستجيبون الاوائل لتصنيف الضحايا خلال حادثة الإصابات الجماعية (MCI)، تم تصنيفهم على أساس شدة الإصابة التي اصابتهم، وهذه الطريقة طورت من قبل العاملين في مستشفى هواج وإدارة حرائق نيويورت في كاليفورنيا وتستخدم حاليا بشكل واسع والإقبال عليه بشكل كبير في الولايات المتحدة الأمريكية

## التصنيفات
يقوم المستجيبون الاوائل الذي استجابوا ل (start) بتقييم الضحايا وتصنيفهم حسب الفئات الأربعة التالية:
1. متوفى (الاسود).
2. فوري/ مباشر (احمر).
3. متأخر (اصفر)
4. الجرحى (اخضر).

تتوافق هذه الألوان مع علامات الفرز التي تستخدم من قبل الوكالات لتميز حالة كل ضحية عن الأخرى، ومع ذلك العلامات الجسدية غير مهمة إذا كان المريض يفرزها في مناطق مختلفة في الجسم.

عند وصول المستجيبون إلى مكان وقوع الحادثة (الإصابات الجماعية) أول ما يقومون به هو أن تنقل أي ضحية قادرة على المشي إلى منطقة أخرى آمنه، وبالتالي يتم التعرف على المرضى المصابين وغير قادرين على المشي. ليتمكنوا من تقييم المرضى الغير متنقلين.
التدخل الطبي الوحيد الذي يستخدم قبل إعلان وفاة المريض هو محاولة لفتح مجرى الهواء.
يتم تصنيف أي مريض بعد هذه المرحلة (فتح مجرى الهواء) على أنه متوفي ويعطى علامة سوداء.لا يتم إجراء أي علاجات أخرى على المرضى المتوفيين الا بعد إكمال العلاج للمرضى الآخرين. يتم تصنيف المرضى الذين هم على قيد العلاج والذين يعانون من هذه الحالات التالية بأنهم فوريون.
. معدل التنفس أكبر من 30 في دقيقة.
.النبض الشعاعي غائب /لا يوجد نبض.
. غير قادر على اتباع أوامر بسيطة يصنف جميع المرضى الآخرين متأخرون.

### علامات الفرز.
هي أداة يستخدمها المستجيبون الاوائل والعاملين في الطب أثناء حادثة الإصابات، بمساعدة علامات الفرز يتمكن الموظفون الواصلين اولا من توزيع الموارد المحدودة بفعالية وكفاءة عالية وتوفير كل ما يلزم الضحايا من رعاية حتى وصول المزيد من المساعدة. يتم تقديم علامات الفرز لأول مرة من قبل الجراح الفرنسي في جيش نابليون البارون دومينيك جان لاري.
الفرز البسيط والعلاج السريع (start) هي إستراتيجية يستخدمها المستجيبون الاوائل والعاملون في الطب لتقييم شدة إصابة كل ضحية بأسرع وقت ممكن ووضع علامات على الضحايا لتميزها في حوالي 30-60 ثانية.
يتم وضع العلامات بالقرب من الرأس ويتم استخدامها لتميز المرضى عن بعضهم البعض في حال وصول العديد من المساعدة، يمكن تميز المرضى بسهولة وبسرعة للحصول على مساعدة إضافية وللتأكد من الحالات خطورة.

### التصميم
علامة الفرز لها وجهين، لكن التخطيط الفعلي للأقسام يختلف بين البلدان وداخلها وبين الوكلات الحكومية. غالبا ما يكون التصميم في شكل البطاقة قابل للطي (fordable)، للسماح من رؤية الضحية بشكل مرئي وبوضوح. من الشائع الآن استخدام علامات الفرز للسماح للمستجيبون الاوائل بالحصول على معالجة أفضل للضحايا أثناء الفرز.
لايوجد هناك أي اتفاق عالمي في تقييم شكل علامات الفرز، وبناءا على ذلك نفذت كل سلطة نسختها الخاصة بها لتلبية احتياجاتها.

### Dynamic
من علامات الفرز الشائعة (Cruciform) والعلامة الذكية هاتان العلاماتان تسمحان بإعادة تصنيف الضحايا دون الحاجة إلى استبدال العلامة.

### Standard section
عادةً تتضمن الأقسام الأساسية لعلامة الفرز:
. قسم إبلاغ الأطباء على العلامات الحيوية للمريض مع العلاج.
. قسم عن التركيبة السكانية للمريض مثل الجنس، عنوان السكن، التاريخ الطبي للمريض.
.قسم لرؤية جسم الإنسان بالكامل، يشير الطاقم الطبي إلى الأجزاء التي أصيبت.
هناك أربع ألوان للفرز:
. الأسود، مسكنات آلم فقط حتى الموت.
. الأحمر، اصابات تهدد الحياة.
.أصفر، إصابات لا تهدد الحياة.
. أخضر، إصابات طفيفة.

### See also.
فني طب الطوارئ
أول المستجيبين
إرشادات ISO 22324 للتنبيهات المرمزة بالألوان